# 根本二郎 (経済学者)
根本 二郎（ねもと じろう、1958年 - ）は、日本の経済学者。専門は計量経済学。名古屋大学名誉教授。放送大学愛知学習センター所長。

## 人物・経歴
愛知県生まれ。1980年名古屋大学経済学部卒業。1985年名古屋大学大学院経済学研究科博士課程（後期課程）単位取得満期退学、名古屋大学経済学部助手。1987年名古屋大学経済学部講師。1992年名古屋大学経済学部助教授。1996年博士（経済学）。2005年名古屋大学大学院経済学研究科教授。2014年名古屋大学大学院経済学研究科長・経済学部長。2021年名古屋大学大学院経済学研究科附属国際経済政策研究センター長。2023年名古屋大学名誉教授、放送大学愛知学習センター所長／特任教授、名古屋大学大学院経済学研究科附属国際経済政策研究センター共同研究員。専門は応用計量経済学、経済統計学、生産性分析。指導学生に小西葉子経済産業研究所研究員など。

## 著作
- 『データ包絡分析と指数アプローチによる動学的全要素生産性の計測法の開発と応用』名古屋大学 2002年
- 『Hicks-Moorsteen生産性指数による日本経済の生産性低下要因の分析』名古屋大学 2004年
- 『資源配分の歪みが日本経済の生産性に与えた影響の実証分析』名古屋大学 2006年